# Sección censal
En España, una sección censal es una unidad territorial inferior al municipio. Todos los municipios están divididos en una o más secciones censales. Las secciones de un municipio se agrupan a su vez en distritos censales.

## Descripción y objetivos
Las secciones censales son las unidades de menor nivel para la diseminación de información estadística (por ejemplo, de los censos) y se utilizan también para organizar los procesos electorales. Al tener un carácter básicamente operativo se define siempre por tamaños más o menos fijos: el número de encuestas estadísticas que es capaz de repartir y recoger un agente entrevistador a efectos de recuento de población en el tiempo de uno o dos meses, o el número de personas que pueden votar en una urna sin aglomeraciones en una jornada electoral.
La múltiple finalidad de las secciones obliga a prestar especial atención a su demarcación y tamaño. Por ello están definidas por límites fácilmente identificables (ríos, calles, etc.) y tienen un tamaño de entre 500 y 2000 habitantes, a no ser que el municipio correspondiente tenga una población menor. El tamaño viene dado por la Ley de Régimen Electoral, la cual asigna una población mínima y máxima medida en número de electores. Además, se recomienda que el tamaño de una sección no supere esos 2000 habitantes de derecho para facilitar la operatividad de los encuestadores.
Esta ley determina que corresponde a las delegaciones provinciales de la Oficina del Censo Electoral la fijación del número y los límites de las secciones censales.

## Historia
La primera referencia a las secciones censales se encuentra en la ley electoral de 1877, estableciendo para ellas un tamaño máximo de 300 electores. En la ley electoral de 1878 queda fijado su tamaño entre 100 y 500 electores.